# Pierrerue (Hérault)
Pour les articles homonymes, voir Pierrerue.
Pierrerue [pjɛ.ʁe.ʁy] est une commune française située dans le sud-ouest du département de l'Hérault, en région Occitanie.
La commune dispose d'un patrimoine naturel remarquable : un site Natura 2000  et deux zones naturelles d'intérêt écologique, faunistique et floristique (ZNIEFF).

### Localisation

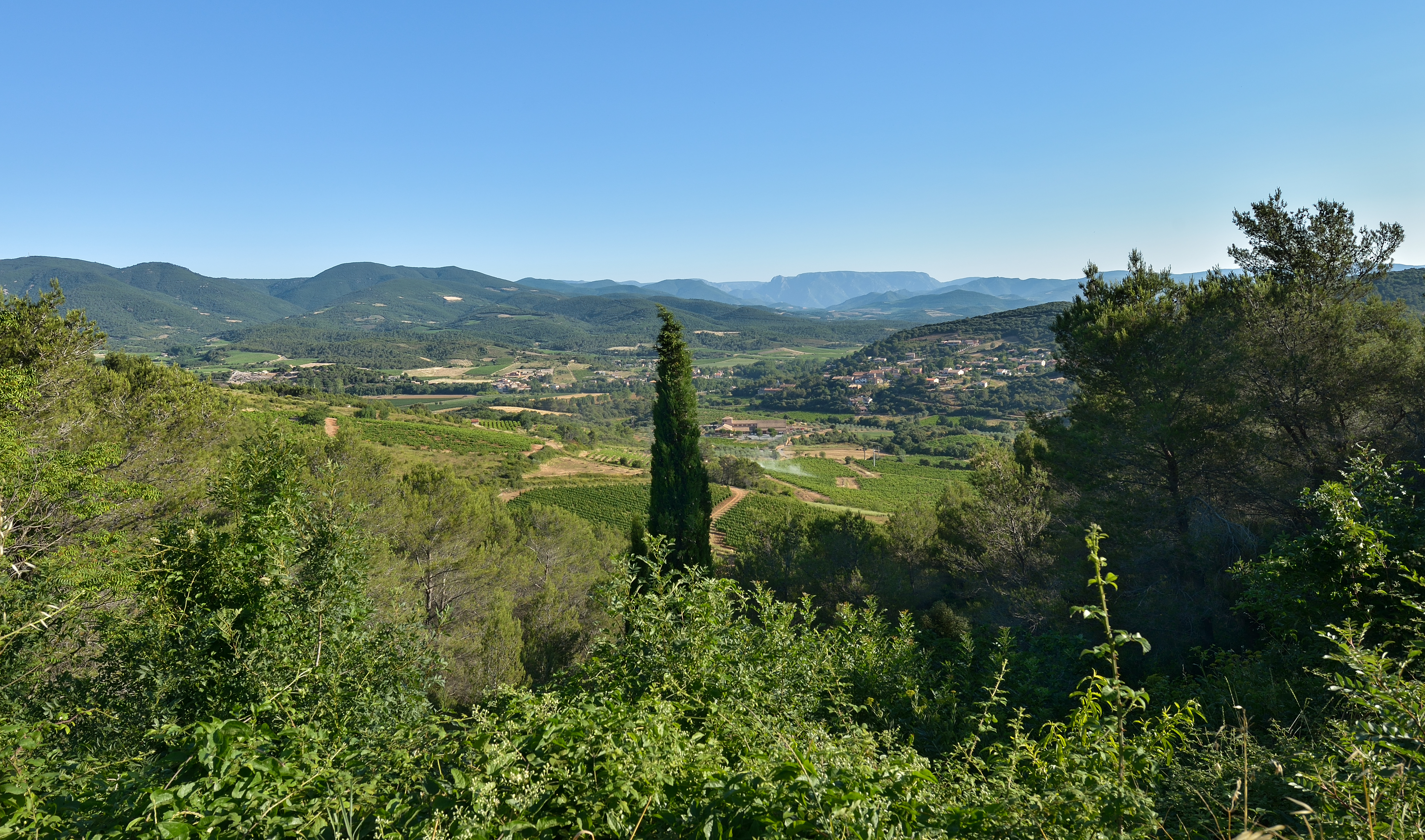
Vue sur la commune de Pierrerue depuis la RD 612, et dans le fond le massif du Caroux

## Géographie

### Communes limitrophes
Les communes limitrophes sont  Cazedarnes, Cébazan, Ferrières-Poussarou, Prades-sur-Vernazobre et Saint-Chinian.
| Ferrières-Poussarou | Prades-sur-Vernazobre |                       |
| Saint-Chinian       | Pierrerue             | Prades-sur-Vernazobre |
|                     | Cébazan               | Cazedarnes            |

### Hydrographie
La commune est drainée par le Vernazobre, un affluent du fleuve côtier l'Orb, le ruisseau de Canimals, le ruisseau de Chavardès, le ruisseau de Riels et par divers autres petits cours d'eau.

### Climat
Pour des articles plus généraux, voir Climat de l'Occitanie et Climat de l'Hérault.
En 2010, le climat de la commune est de type climat méditerranéen franc, selon une étude s'appuyant sur une série de données couvrant la période 1971-2000. En 2020, Météo-France publie une typologie des climats de la France métropolitaine dans laquelle la commune est exposée à un climat méditerranéen et est dans la région climatique Provence, Languedoc-Roussillon, caractérisée par une pluviométrie faible en été, un très bon ensoleillement (2 600 h/an), un été chaud (21,5 °C), un air très sec en été, sec en toutes saisons, des vents forts (fréquence de 40 à 50 % de vents > 5 m/s) et peu de brouillards.
Pour la période 1971-2000, la température annuelle moyenne est de 14,3 °C, avec une amplitude thermique annuelle de 16,1 °C. Le cumul annuel moyen de précipitations est de 788 mm, avec 6,9 jours de précipitations en janvier et 2,7 jours en juillet. Pour la période 1991-2020, la température moyenne annuelle observée sur la station météorologique la plus proche, située sur la commune de Berlou à 7 km à vol d'oiseau, est de 15,4 °C et le cumul annuel moyen de précipitations est de 892,1 mm,. Pour l'avenir, les paramètres climatiques de la commune estimés pour 2050 selon différents scénarios d'émission de gaz à effet de serre sont consultables sur un site dédié publié par Météo-France en novembre 2022.

### Milieux naturels et biodiversité

#### Réseau Natura 2000
Le réseau Natura 2000 est un réseau écologique européen de sites naturels d'intérêt écologique élaboré à partir des directives habitats et oiseaux, constitué de zones spéciales de conservation (ZSC) et de zones de protection spéciale (ZPS). 
Un site Natura 2000 a été défini sur la commune au titre  de la directive oiseaux : le « Minervois », d'une superficie de 24 820 ha, retenu pour la conservation de rapaces de l'annexe I de la directive oiseaux, en particulier l'Aigle de Bonelli et l'Aigle royal. Mais le Busard cendré, le Circaète Jean-le-Blanc et le Grand-Duc sont également des espèces à enjeu pour ce territoire.

#### Zones naturelles d'intérêt écologique, faunistique et floristique
L’inventaire des zones naturelles d'intérêt écologique, faunistique et floristique (ZNIEFF) a pour objectif de réaliser une couverture des zones les plus intéressantes sur le plan écologique, essentiellement dans la perspective d’améliorer la connaissance du patrimoine naturel national et de fournir aux différents décideurs un outil d’aide à la prise en compte de l’environnement dans l’aménagement du territoire.
Deux ZNIEFF de type 2 sont recensées sur la commune :
- la « montagne noire centrale » (34 724 ha), couvrant 27 communes du département[11] ;
- les « Vignes du Minervois » (9 972 ha), couvrant 13 communes du département[12].

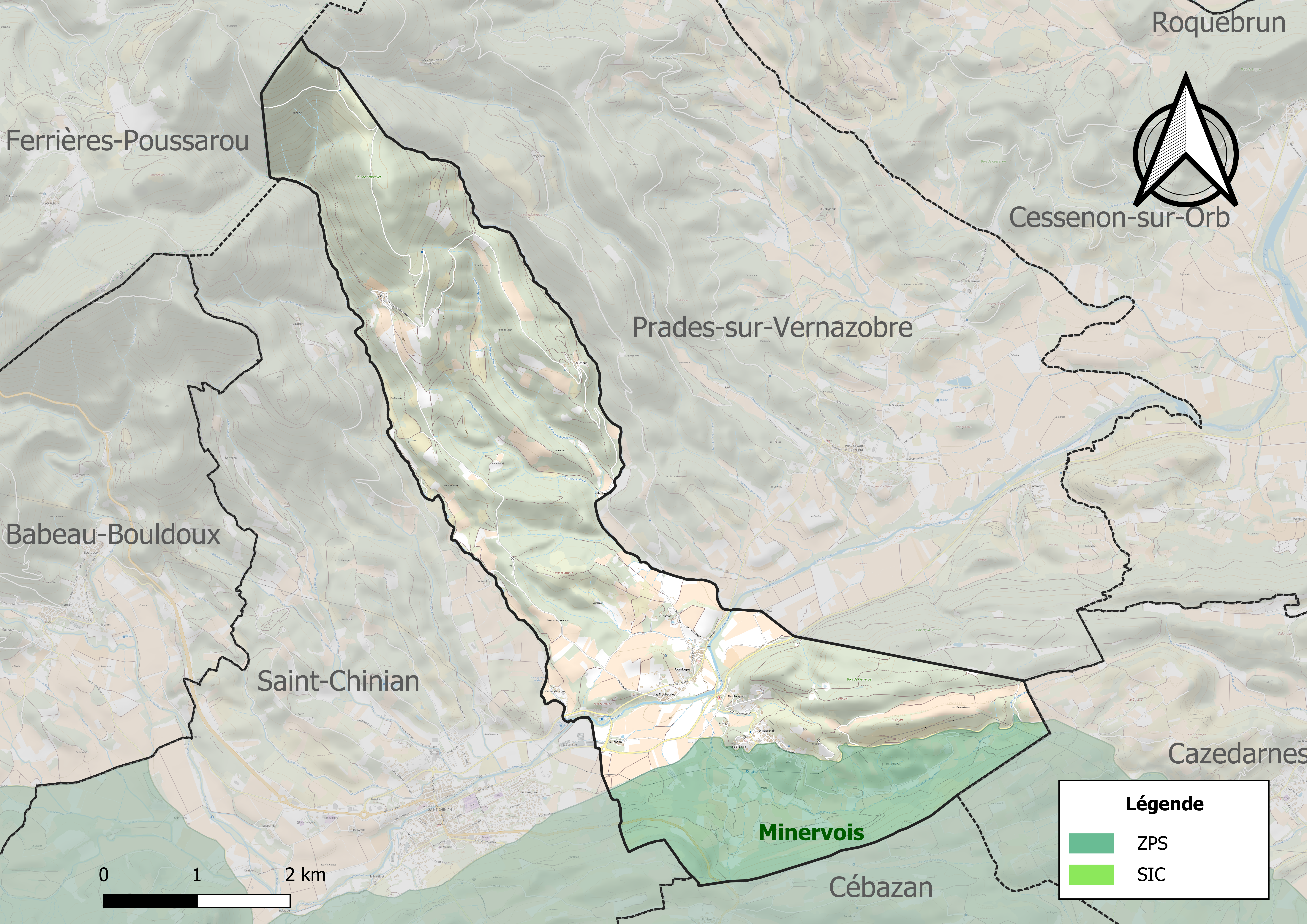
Sites Natura 2000 sur le territoire communal.
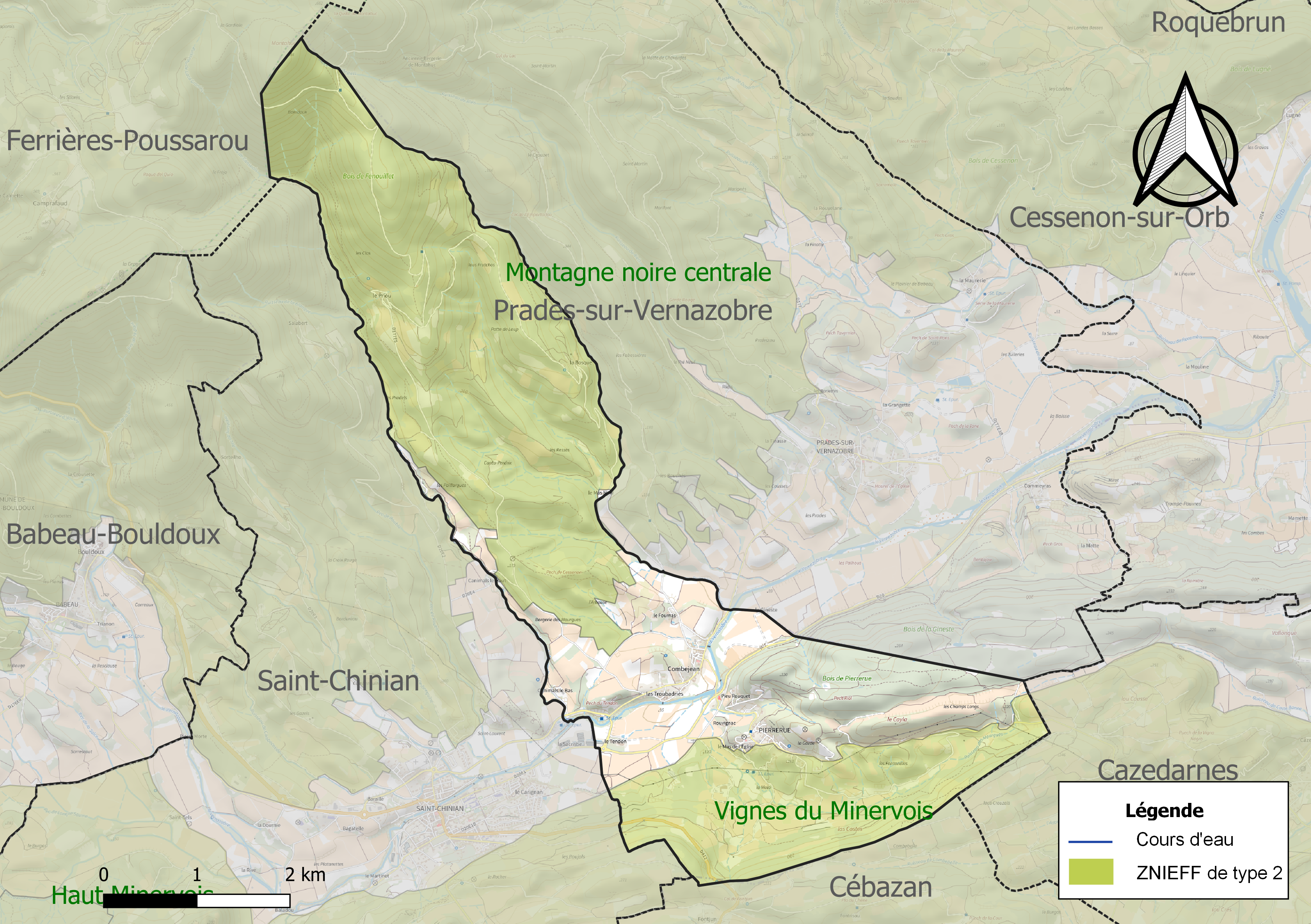
Carte des ZNIEFF de type 2 localisées sur la commune.

## Urbanisme

### Typologie
Au 1er janvier 2024, Pierrerue est catégorisée commune rurale à habitat dispersé, selon la nouvelle grille communale de densité à sept niveaux définie par l'Insee en 2022.
Elle est située hors unité urbaine et hors attraction des villes,.

### Occupation des sols

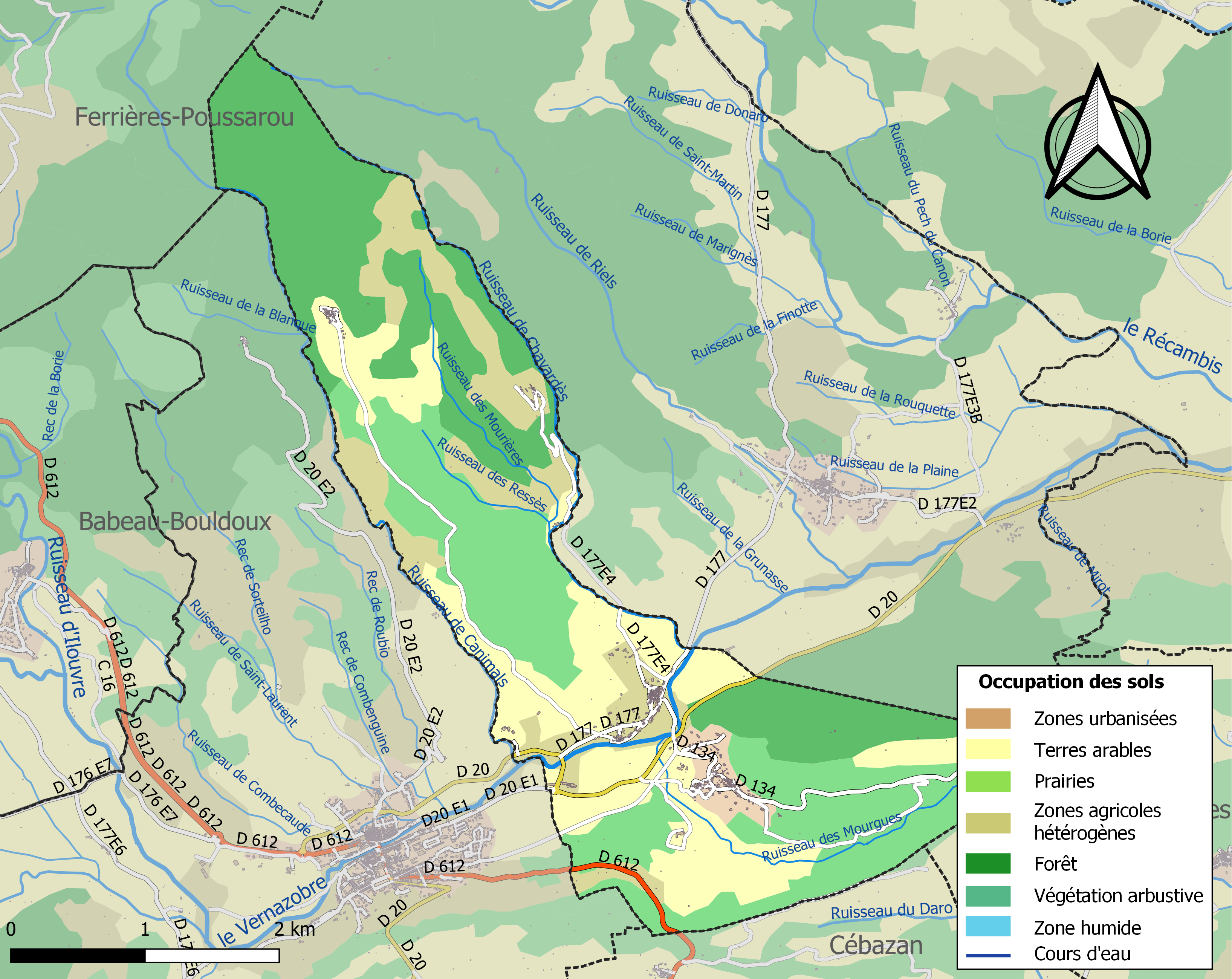
Carte des infrastructures et de l'occupation des sols de la commune en 2018 (CLC).

L'occupation des sols de la commune, telle qu'elle ressort de la base de données européenne d’occupation biophysique des sols Corine Land Cover (CLC), est marquée par l'importance des forêts et milieux semi-naturels (58,4 % en 2018), en diminution par rapport à 1990 (59,8 %). La répartition détaillée en 2018 est la suivante : 
milieux à végétation arbustive et/ou herbacée (29,3 %), forêts (29,1 %), cultures permanentes (24,2 %), zones agricoles hétérogènes (15,1 %), zones urbanisées (2,3 %). L'évolution de l’occupation des sols de la commune et de ses infrastructures peut être observée sur les différentes représentations cartographiques du territoire : la carte de Cassini (XVIIIe siècle), la carte d'état-major (1820-1866) et les cartes ou photos aériennes de l'IGN pour la période actuelle (1950 à aujourd'hui).

### Lieux-dits, hameaux et écarts
La commune, en plus du chef-lieu Pierrerue, comprend 3 hameaux : Combejean, La Bosque et Le Priou.

### Habitat et logement
En 2020, le nombre total de logements dans la commune était de 245, alors qu'il était de 223 en 2015 et de 219 en 2010.
Parmi ces logements, 63,8 % étaient des résidences principales, 26,3 % des résidences secondaires et 9,9 % des logements vacants. Ces logements étaient pour 97,5 % d'entre eux des maisons individuelles et pour 1,6 % des appartements.
Le tableau ci-dessous présente la typologie des logements à Pierrerue en 2020 en comparaison avec celle de l'Hérault et de la France entière. Une caractéristique marquante du parc de logements est ainsi une proportion de résidences secondaires et logements occasionnels (26,3 %) nettement supérieure à celle du département (18 %) et à celle de la France entière (9,7 %). Concernant le statut d'occupation de ces logements, 70,3 % des habitants de la commune sont propriétaires de leur logement (72,2 % en 2015), contre 53 % pour l'Hérault et 57,5 pour la France entière.
| Typologie                                               | Pierrerue | Hérault | France entière |
| ------------------------------------------------------- | --------- | ------- | -------------- |
| Résidences principales (en %)                           | 63,8      | 74,9    | 82,1           |
| Résidences secondaires et logements occasionnels (en %) | 26,3      | 18      | 9,7            |
| Logements vacants (en %)                                | 9,9       | 7,1     | 8,2            |

### Risques naturels et technologiques
Le territoire de la commune de Pierrerue est vulnérable à différents aléas naturels : météorologiques (tempête, orage, neige, grand froid, canicule ou sécheresse), inondations, feux de forêts, mouvements de terrains et séisme (sismicité très faible). Il est également exposé à un risque technologique,  le transport de matières dangereuses, et à un risque particulier : le risque de radon. Un site publié par le BRGM permet d'évaluer simplement et rapidement les risques d'un bien localisé soit par son adresse soit par le numéro de sa parcelle.

#### Risques naturels
Certaines parties du territoire communal sont susceptibles d’être affectées par le risque d’inondation par débordement de cours d'eau, notamment le Vernazobre. La commune a été reconnue en état de catastrophe naturelle au titre des dommages causés par les inondations et coulées de boue survenues en 1982, 1992, 1995, 1996, 2003, 2018 et 2019,.
Pierrerue est exposée au risque de feu de forêt. Un plan départemental de protection des forêts contre les incendies (PDPFCI) a été approuvé en juin 2013 et court jusqu'en 2022, où il doit être renouvelé. Les mesures individuelles de prévention contre les incendies sont précisées par deux arrêtés préfectoraux et s’appliquent dans les zones exposées aux incendies de forêt et à moins de 200 mètres de celles-ci. L’arrêté du 25 avril 2002 réglemente l'emploi du feu en interdisant notamment d’apporter du feu, de fumer et de jeter des mégots de cigarette dans les espaces sensibles et sur les voies qui les traversent sous peine de sanctions. L'arrêté du 11 mars 2013 rend le débroussaillement obligatoire, incombant au propriétaire ou ayant droit,.

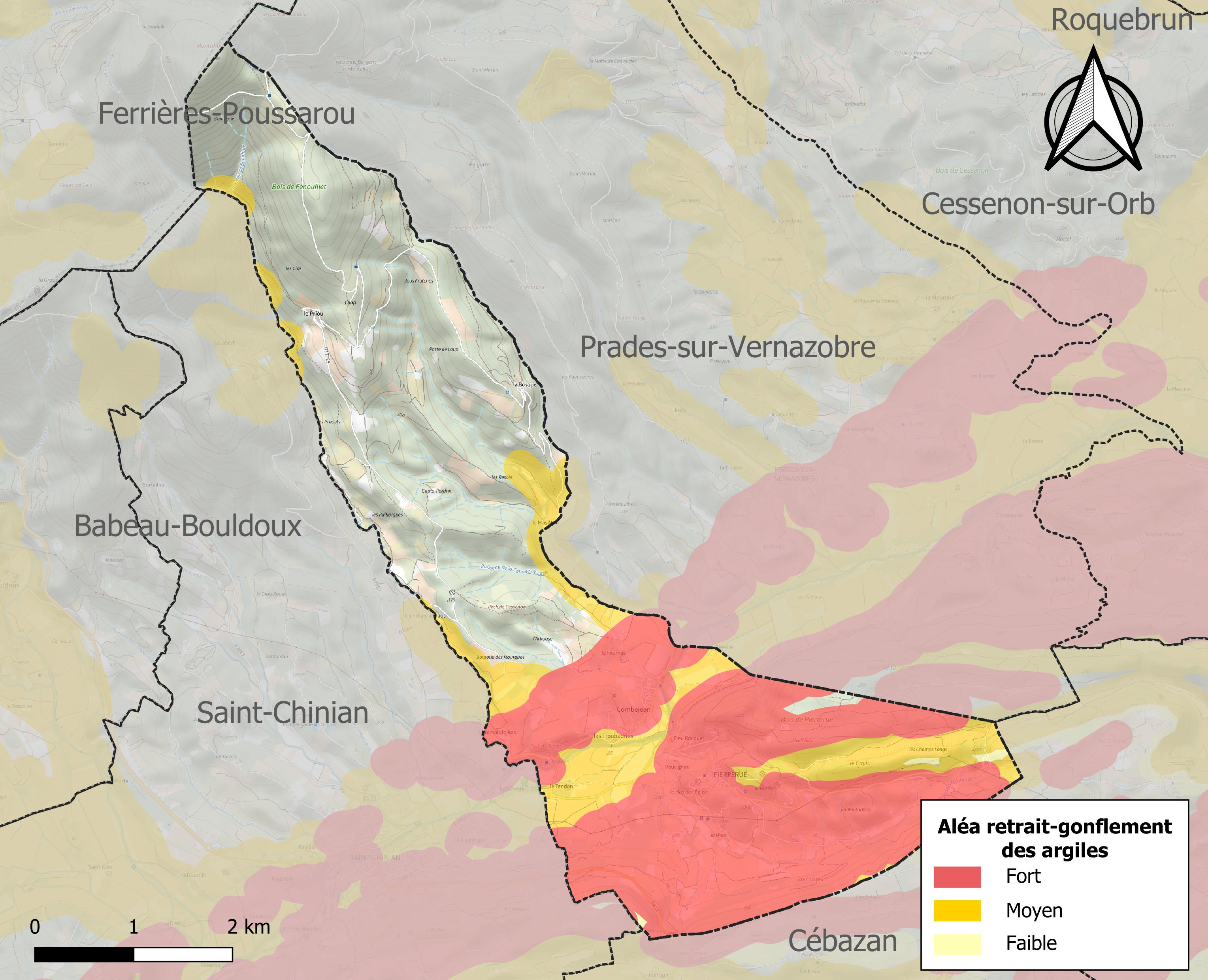
Carte des zones d'aléa retrait-gonflement des sols argileux de Pierrerue.

La commune est vulnérable au risque de mouvements de terrains constitué principalement du retrait-gonflement des sols argileux. Cet aléa est susceptible d'engendrer des dommages importants aux bâtiments en cas d’alternance de périodes de sécheresse et de pluie. 51,3 % de la superficie communale est en aléa moyen ou fort (59,3 % au niveau départemental et 48,5 % au niveau national). Sur les 232 bâtiments dénombrés sur la commune en 2019, 203 sont en aléa moyen ou fort, soit 88 %, à comparer aux 85 % au niveau départemental et 54 % au niveau national. Une cartographie de l'exposition du territoire national au retrait gonflement des sols argileux est disponible sur le site du BRGM,.
Par ailleurs, afin de mieux appréhender le risque d’affaissement de terrain, l'inventaire national des cavités souterraines permet de localiser celles situées sur la commune.

#### Risques technologiques
Le risque de transport de matières dangereuses sur la commune est lié à sa traversée par des infrastructures routières ou ferroviaires importantes ou la présence d'une canalisation de transport d'hydrocarbures. Un accident se produisant sur de telles infrastructures est susceptible d’avoir des effets graves sur les biens, les personnes ou l'environnement, selon la nature du matériau transporté. Des dispositions d’urbanisme peuvent être préconisées en conséquence.

#### Risque particulier
Dans plusieurs parties du territoire national, le radon, accumulé dans certains logements ou autres locaux, peut constituer une source significative d’exposition de la population aux rayonnements ionisants. Certaines communes du département sont concernées par le risque radon à un niveau plus ou moins élevé. Selon la classification de 2018, la commune de Pierrerue est classée en zone 2, à savoir zone à potentiel radon faible mais sur lesquelles des facteurs géologiques particuliers peuvent faciliter le transfert du radon vers les bâtiments.

## Toponymie
La commune est dénommée  Pèirarua ['pɛj.rɔ.ryɔ] en occitan.

## Histoire

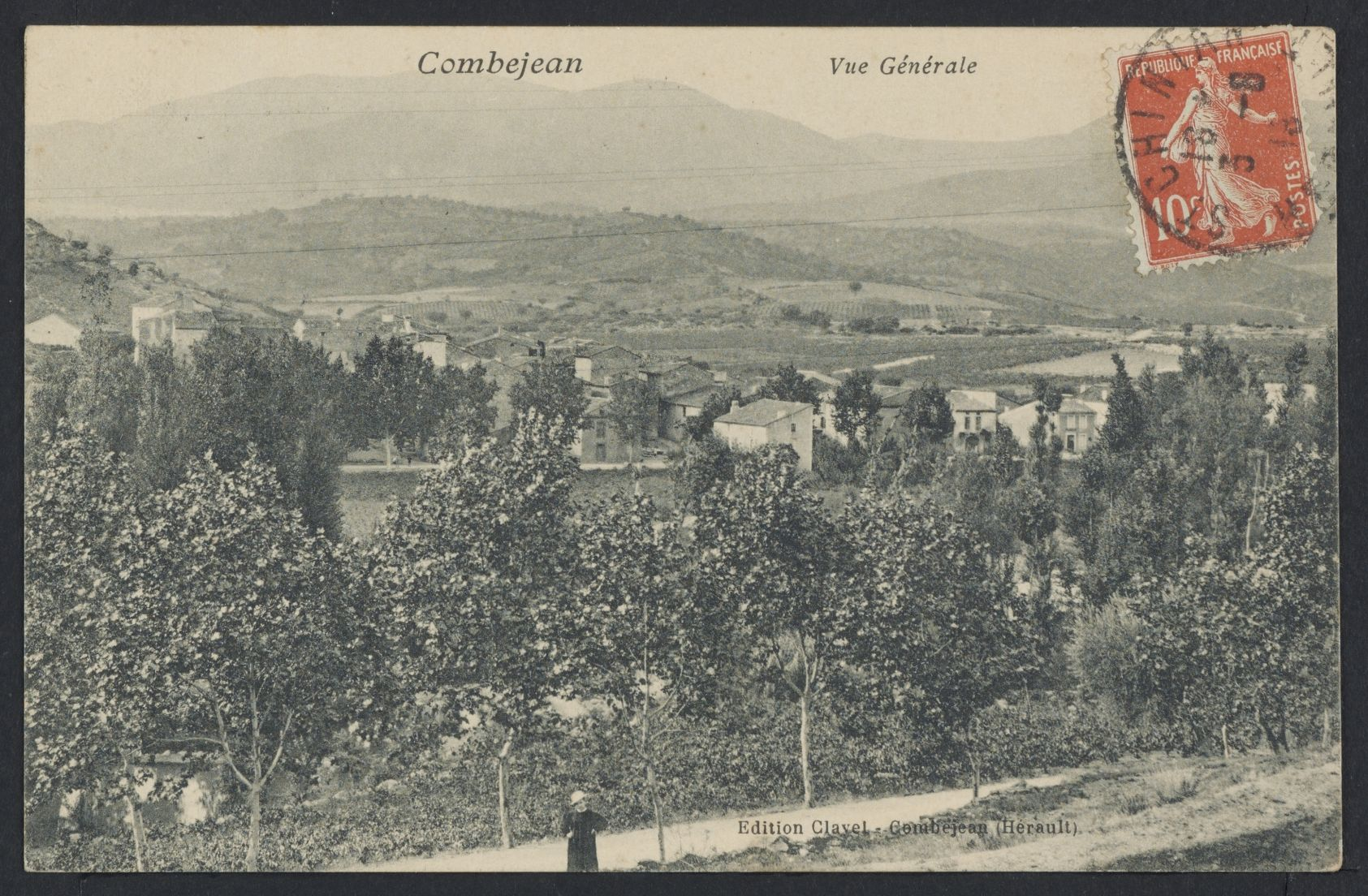
Vue générale de Combejean : carte postale, 1913

## Politique et administration

### Rattachements administratifs et électoraux

#### Rattachements administratifs
La commune se trouve depuis 1926 dans l'arrondissement de Béziers du département de l'Hérault.
Elle faisait partie depuis 1793 du canton de Saint-Chinian. Dans le cadre du redécoupage cantonal de 2014 en France, cette circonscription administrative territoriale a disparu, et le canton n'est plus qu'une circonscription électorale.

#### Rattachements électoraux
Pour les élections départementales, la commune fait partie depuis 2014 du canton de Saint-Pons-de-Thomières
Pour l'élection des députés, elle fait partie de la cinquième circonscription de l'Hérault.

### Intercommunalité
Pierrerue  était membre de la communauté de communes du Saint-Chinianais, un établissement public de coopération intercommunale (EPCI) à fiscalité propre créé en 1993 et auquel la commune avait transféré un certain nombre de ses compétences, dans les conditions déterminées par le code général des collectivités territoriales.
Conformément aux prescriptions de la loi de réforme des collectivités territoriales du 16 décembre 2010, qui a prévu le renforcement et la simplification des intercommunalités et la constitution de structures intercommunales de grande taille, cette intercommunalité a fusionné avec sa voisine pour former, le 1er janvier 2014, la communauté de communes Sud-Hérault, dont est désormais membre la commune.

### Liste des maires
| Période        | Période                       | Identité              | Étiquette | Qualité                                       |
| -------------- | ----------------------------- | --------------------- | --------- | --------------------------------------------- |
| 1792           | 1799                          | Jean Granier          |           |                                               |
| 1799           | 1813                          | Antoine Poux          |           |                                               |
| 1813           | 1821                          | Antoine Azaïs         |           |                                               |
| 1821           | 1830                          | Pierre Cathala        |           |                                               |
| 1830           | 1831                          | Joseph Sabatier       |           |                                               |
| 1831           | 1832                          | Adrien Sabatier       |           |                                               |
| 1832           | 1835                          | Pierre Planès         |           |                                               |
| 1835           | 1835                          | Etienne Poux          |           |                                               |
| 1835           | 1841                          | Félix Poux            |           |                                               |
| 1841           | 1860                          | Adrien Sabatier       |           |                                               |
| 1860           | 1862                          | Antoine Poux          |           |                                               |
| 1862           | 1863                          | Mathieu Barthez       |           | Adjoint faisant fonction de Maire par intérim |
| 1863           | 1868                          | Auguste Sabatier      |           |                                               |
| 1868           | 1870                          | Louis Cougnenc        |           |                                               |
| 1870           | 1871                          | Jean Pagès            |           | Maire provisoire                              |
| 1871           | 1877                          | Louis Cougnenc        |           |                                               |
| 1877           | 1878                          | Joseph Poux           |           |                                               |
| 1878           | 1903                          | Jean Pagès            |           |                                               |
| 1903           | 1912                          | Abel Calvet           |           |                                               |
| 1912           | 1925                          | Alban Calvet          |           |                                               |
| 1925           | 1928                          | Simon Ranson          |           |                                               |
| 1928           | 1934                          | Victor Poux           |           |                                               |
| 1934           | 1945                          | Edmond Berland        |           |                                               |
| 1945           | 1965                          | Jules Barthou         |           |                                               |
| 1965           | mars 1983                     | G. Cougnenc Donnadieu |           |                                               |
| mars 1983      | mars 2001                     | Jacques Belot         |           |                                               |
| mars 2001      | mars 2014                     | Bernard Grasset       |           |                                               |
| mars 2014      | mai 2020                      | Pierre Bardy          | SE        | Agriculteur retraité                          |
| mai 2020,      | septembre 2023                | Daniel Roger          |           | Chef d'entreprise retraité Démissionnaire     |
| septembre 2023 | En cours (au 31 janvier 2024) | Jean-Pierre Guiraud   |           | Ouvrier retraité                              |

## Démographie
L'évolution du nombre d'habitants est connue à travers les recensements de la population effectués dans la commune depuis 1793. Pour les communes de moins de 10 000 habitants, une enquête de recensement portant sur toute la population est réalisée tous les cinq ans, les populations de référence des années intermédiaires étant quant à elles estimées par interpolation ou extrapolation. Pour la commune, le premier recensement exhaustif entrant dans le cadre du nouveau dispositif a été réalisé en 2008.

En 2022, la commune comptait 293 habitants, en évolution de +0,34 % par rapport à 2016 (Hérault : +7,49 %, France hors Mayotte : +2,11 %).
| 1793 | 1800 | 1806 | 1821 | 1831 | 1836 | 1841 | 1846 | 1851 |
| ---- | ---- | ---- | ---- | ---- | ---- | ---- | ---- | ---- |
| 369  | 204  | 407  | 472  | 431  | 425  | 426  | 433  | 442  |

| 1856 | 1861 | 1866 | 1872 | 1876 | 1881 | 1886 | 1891 | 1896 |
| ---- | ---- | ---- | ---- | ---- | ---- | ---- | ---- | ---- |
| 417  | 454  | 460  | 443  | 455  | 469  | 466  | 444  | 420  |

| 1901 | 1906 | 1911 | 1921 | 1926 | 1931 | 1936 | 1946 | 1954 |
| ---- | ---- | ---- | ---- | ---- | ---- | ---- | ---- | ---- |
| 414  | 419  | 396  | 407  | 383  | 350  | 351  | 282  | 304  |

| 1962 | 1968 | 1975 | 1982 | 1990 | 1999 | 2006 | 2008 | 2013 |
| ---- | ---- | ---- | ---- | ---- | ---- | ---- | ---- | ---- |
| 303  | 257  | 242  | 280  | 259  | 264  | 281  | 286  | 293  |

| 2018 | 2022 | - | - | - | - | - | - | - |
| ---- | ---- | - | - | - | - | - | - | - |
| 292  | 293  | - | - | - | - | - | - | - |

## Culture locale et patrimoine

### Lieux et monuments
- Église Saints-Abdon-et-Sennen de Combejean.
- Église Saint-André de Pierreruen.
- Chapelle Sainte-Suzanne du Priou.

### Héraldique
| Blason de Pierrerue | Blason  | Parti, au 1 de gueules au sautoir d'or, au chef d'or chargé d'une tour de sable ajourée du champ ; au 2 d'or à un mûrier au naturel, au chef de gueules chargé de 2 palmes d'or passées en sautoir ; à un filet d'argent brochant en pal sur la partition. |
| Blason de Pierrerue | Détails | Création JP Fernon et Daniel Roger. Adopté par délibération du 20 décembre 2016. |